# Alliance solidaire des Français de l'étranger
 (avril 2024).
L'article doit être relu — et modifié si nécessaire — par des contributeurs indépendants pour apporter un regard critique aux contributions effectuées en violation des conditions d'utilisation de Wikipédia, tant sur la forme (notamment concernant le style encyclopédique, la proportionnalité) que sur le fond (la neutralité de point de vue, la qualité et l'indépendance des sources).
L’Alliance solidaire des Français de l’étranger (ASFE) est un parti politique français fondé en 2009 par Jean-Pierre Bansard. Il est aujourd'hui présidé par Évelyne Renaud-Garabedian. Il compte actuellement trois sénateurs, issus du même parti mais rattachés à des groupes politiques différents au Sénat : Evelyne Renaud-Garabedian, Jean-Luc Ruelle et Sophie Briante Guillemont. 

## Historique
Hommes d'affaires à la tête du groupe immobilier et hôtelier CIBLE depuis 1985, Jean-Pierre Bansard fait son entrée dans le monde des Français de l'étranger en siégeant comme personnalité qualifiée à l'Assemblée des Français de l'étranger, sur proposition de Bernard Kouchner, alors ministre des Affaires étrangères et européennes des gouvernements François Fillon I et Fillon II.
Côtoyant de près les problématiques des Français de l'étranger et constatant leur faible représentation politique, cette nomination le pousse à créer son propre parti politique, l’Alliance solidaire des Français de l’étranger, le 8 août 2009. Ce parti est unique en son genre puisqu'il est entièrement dédié aux Français de l'étranger. Souvent relégués au rang de Français de seconde zone, ce parti entend les valoriser et favoriser leur représentation, notamment par le biais de l'action des  conseillers des Français de l'étranger et des membres de l'Assemblée des Français de l'étranger.
Dès le départ, ce parti a fait le choix d'être transpartisan. Sa mission première est avant tout de représenter et d’aider les Français de l'étranger, quelle que soit leur appartenance politique. Il considère que « les intérêts des Français de l’étranger, qu’ils soient de gauche, de droite ou du centre, sont fondamentalement semblables ».

## Élus
Jean-Pierre Bansard se présente une première fois aux élections sénatoriales de 2011 représentant les Français établis hors de France, mais n'est pas élu.
Aux élections sénatoriales de 2014 représentant les Français établis hors de France, il se représente et manque d’être élu à une voix près.
Il tente à nouveau sa chance aux élections de 2017 des sénateurs représentant les Français établis hors de France (série 1), à la tête d'une liste classée divers droite mais qu’il présente comme transpartisane, en cohérence avec la ligne de son parti. Non seulement il est élu sénateur mais sa liste obtient deux sièges : lui-même et Évelyne Renaud-Garabedian.
La règle voulant qu'un groupe politique comprenne au minimum 10 membres, ils ne peuvent siéger sous l'étiquette de l'Alliance Solidaire des Français de l'Etranger et sont donc rattachés au groupe Les Républicains au Sénat. Il s'agit uniquement d'un rattachement administratif, qui ne porte en rien atteinte à leur ligne transpartisane. La ligne du parti est d'ailleurs la suivante : « Chaque personne qui sera élue sur une liste ASFE pourra se rattacher au groupe parlementaire de son choix, en fonction de sa sensibilité politique, et œuvrera de là où elle se trouve pour l’intérêt des Français de l’étranger, tout en respectant l’ensemble des opinions des personnes constituant notre mouvement, diversité qui fait la richesse de l’ASFE ». Chefs d'entreprise de carrière, ils font le choix d'être tous les deux membres de la commission des affaires économiques du Sénat,.
L'année suivante, le 27 juillet 2018, l'élection de Jean-Pierre Bansard en tant que sénateur est invalidée après la saisine du Conseil constitutionnel par un conseiller consulaire. D’après le plaignant, l’homme d’affaires aurait « acheté » sa fonction de sénateur en mettant en place « Un système frauduleux d’achats de voix à grande échelle ». Jean-Pierre Bansard est condamné à un an d’inéligibilité par le Conseil constitutionnel en raison d'une irrégularité dans ses comptes de campagne, qui avaient été validés par la Commission nationale des comptes de campagne et des financements politiques. Cette décision est contestée par l'intéressé mais aucun appel n'est possible. Damien Regnard, troisième sur la liste que Jean-Pierre Bansard avait menée en 2017, lui succède. Une fois élu au Sénat, Damien Regnard, quitte immédiatement l'Alliance solidaire des Français de l'Etranger pour rejoindre le groupe Les Républicains.
Aux élections sénatoriales de 2021 pour les Français établis hors de France (série 2), Jean-Pierre Bansard est réélu sénateur. Trois ans après avoir été invalidé par le Conseil constitutionnel, il vient reprendre sa place de sénateur auprès de sa collègue Évelyne Renaud-Garabedian.
Au Sénat, ils s'investissent sur tous les sujets relatifs aux Français de l'étranger : bourses scolaires, résidence d'attache, retour en France, entrepreneuriat, commerce extérieur, attractivité de la France et francophonie. Ils déposent deux propositions de lois : une proposition de loi visant à faciliter l'emménagement en France des Français établis à l'étranger en 2021, puis une proposition de loi visant à reconnaître et soutenir les entrepreneurs français établis à l'étranger en 2023. Cette dernière est votée à une large majorité au Sénat le 31 mai 2023 puis transmise à l'Assemblée nationale pour y être examinée.
Aux élections sénatoriales de 2023 représentant les Français établis hors de France, Évelyne Renaud-Garabedian est réélue sénateur et sa liste obtient à nouveau deux sièges : elle-même et Jean-Luc Ruelle. Ils occupent désormais un quart des sièges de sénateurs des Français établis hors de France, soit 3 sièges sur 12. Tous trois siègent comme rattachés au groupe Les Républicains. Ce dernier fait le choix d'être membre de la commission des affaires étrangères, de la défense et des forces armées du Sénat.
A la suite du décès de Jean-Pierre Bansard en 2025, Sophie Briante Guillemont devient Sénatrice des Français établis hors de France. Elle rejoint le groupe Rassemblement Démocratique et Social Européen (RDSE) du Sénat. 

## Résultats électoraux

### Élections sénatoriales
| Année | Tête de liste             | Nuance | Voix | %     | Rang | Élus  |
| ----- | ------------------------- | ------ | ---- | ----- | ---- | ----- |
| 2011  | Jean-Pierre Bansard       | DVD    | 9    | 5,81  | 3e   | 0 / 6 |
| 2014  | Jean-Pierre Bansard       | DVD    | 61   | 11,57 | 4e   | 0 / 6 |
| 2017  | Jean-Pierre Bansard       | DVD    | 132  | 25,34 | 1er  | 2 / 6 |
| 2021  | Jean-Pierre Bansard       | DIV    | 95   | 17,86 | 2e   | 1 / 6 |
| 2023  | Évelyne Renaud-Garabedian | DVD    | 102  | 19,74 | 1er  | 2 / 6 |

### Élections législatives
| Année | Premier tour | Premier tour | Premier tour | Élus   |
| Année | Voix         | %            | Rang         | Élus   |
| ----- | ------------ | ------------ | ------------ | ------ |
| 2022  | 7 680        | 2,39         | 7e           | 0 / 11 |